# Moritz Auspitz
Moritz Auspitz (* 1803 in Nikolsburg (Mikulov); † 2. März 1880 in Wien) war ein österreichischer, jüdischer Wundarzt und Chirurg.

## Biografie
Moritz Auspitz stammte aus der Familie Auspitz, welche bereits in der Mitte des 17. Jahrhunderts im mährischen Nikolsburg ansässig war. Im Jahre 1831 wurde er bei Einbruch der Cholera in der österreichischen Monarchie als einer der Ersten von der k.k. Regierung in der Provinz emittiert, machte die Epidemie an verschiedenen schwer ergriffenen Orten Mährens durch und schrieb eine Abhandlung über die Pathologie und Therapie der Krankheit. Anschließend ließ er sich in seinem Geburtsort als praktischer Arzt nieder, ehe er 1840 nach Wien übersiedelte. Dort nahm er eine Stelle am jüdischen Hospital in Wien an, um seinen Söhnen eine bessere Ausbildung zu ermöglichen. Er war in Nikolsburg Patron der Chirurgie, nun machte er neben der Arbeit seine Matura, um den Doktor zu erwerben. Er war Geburts- und Augenarzt, mehrere Jahre Secundarwundarzt, um nach 1855 die Stelle des Primar-Chirurgen am Israelitenspital Rossau zu übernehmen.
Während der Belagerung Wiens vom 23. bis 31. Oktober 1848 übernahm er die Verwundetenabteilung des im Convictgebäude der Universität errichteten Notspitales und zeichnete sich als mutiger Arzt aus. Bei den Kämpfen wurde der k.k. Beamte Anton Staffer durch Kolbenstöße derart misshandelt, dass er, aus mehreren klaffenden Kopfwunden blutend, in das Aushilfsspital gebracht werden musste. Während der Mann verbunden wurde, drang ein Offizier der „Akademische Legion“ mit gezücktem Schwert, und acht Garden mit gefälltem Bajonett ins Krankenzimmer ein, um ein warnendes Beispiel zu statuieren. Moriz Auspitz stellte sich den Männern in den Weg und machte ihnen unmissverständlich klar, in das Spital dürfe kein Bewaffneter eindringen, viel weniger Lynchjustiz ausgeübt werden. Er konnte die Situation klären und rettete den unschuldigen Mann.
Die ihm daraufhin zu Teil gewordenen Begünstigungen nutzte er, um zur Erlangung des Doctorata die noch fehlenden Studien und Examina nachzuholen. Am 19. Mai 1854 promovierte Auspitz an der Wiener Universität zum Doktor der Medizin. Am 17. Februar 1857 wurde er durch das Doktor-Kollegium der medizinischen Fakultät als Mitglieder aufgenommen. Neben seiner Stelle als Chirurg am Krankenhaus betrieb er eine Privatpraxis bis wenige Wochen vor seinem Tod. Er wurde am 4. März 1880 auf dem Wiener Zentralfriedhof, Grab T1/6/6/35, bestattet.
Seine Söhne waren der Dermatologe Heinrich Auspitz (* 2. September 1835 in Nikolsburg; † 23. Mai 1886) und der k.k. Generalmajor und Schriftsteller Leopold Auspitz (* 5. Dezember 1838; † 23. Februar 1907).

## Werk
- Pathologie und Therapie der Cholera

## Ehrungen
- Träger des Goldenen Verdienstkreuzes[4]